# Damaromyia limbipuncta
Damaromyia limbipuncta är en tvåvingeart som beskrevs av Hardy 1931. Damaromyia limbipuncta ingår i släktet Damaromyia och familjen vapenflugor. Inga underarter finns listade i Catalogue of Life.